# Stazione di Stoccarda-Rohr
La stazione di Stoccarda-Rohr (in tedesco Stuttgart-Rohr) è una stazione S-Bahn nel distretto di Vaihingen a Stoccarda.

## Movimento
La stazione è servita dalle linee S1, S2 e S3 della S-Bahn.